# Encheloclarias kelioides
Encheloclarias kelioides é uma espécie de peixe da família Clariidae.
Pode ser encontrada nos seguintes países: Indonésia e Malásia.